# Maison de la famille Stevanović
La maison de la famille Stevanović (en serbe cyrillique : Кућа породице Стевановић ; en serbe latin : Kuća porodice Stevanović) est située à Šiljakovac, en Serbie, dans la municipalité de Barajevo et sur le territoire de la ville de Belgrade. Elle est inscrite sur la liste des monuments culturels protégés de la république de Serbie (identifiant no SK 1701) et sur la liste des biens culturels de la ville de Belgrade.

## Présentation

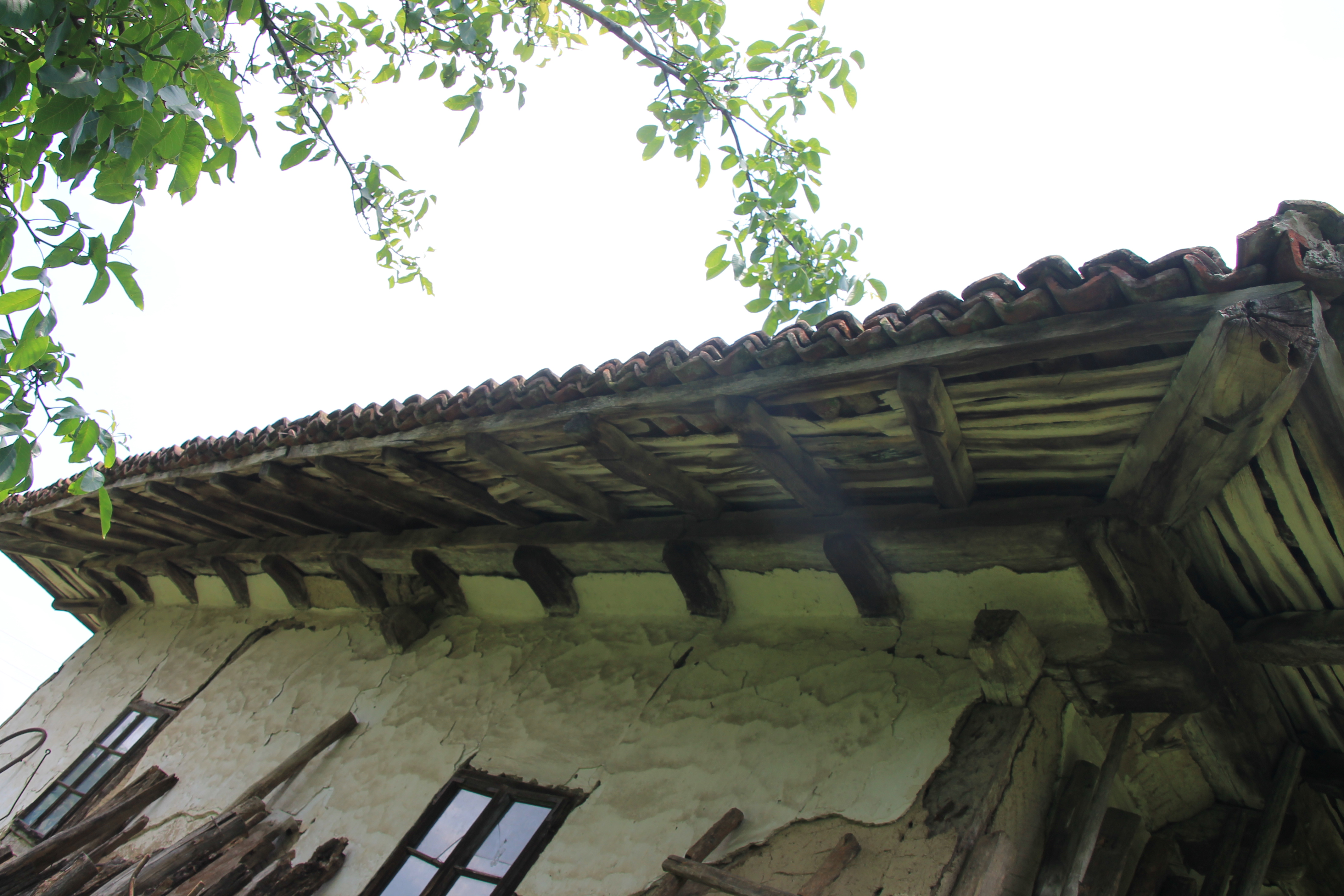
Détail des poutres de la toiture.

La maison de la famille Stevanović a été construite vers 1830-1840. Ses fondations sont constituées de pierres cassées et l'ensemble de la structure est fait de bois. Le toit à quatre pans est couvert de tuiles et les façades en mortier de boue sont blanchies à la chaux ; la maison dispose de deux entrées et possède de petites fenêtres.
Par la simplicité de sa structure, la maison rappelle les maisons traditionnelles de la région de la Šumadija (Choumadie) mais s'en distingue par son avant-toit et, notamment, par les poutres du grenier qui sortent des murs et soutiennent des consoles.